# つきねこラジオ
『つきねこラジオ』は、DNEメディアステーションが配信するインターネットラジオ番組である。マチネとは演劇用語で昼公演、ソワレは夜講演、インプロは即興劇。

## 種類

### 第1期
市来と阿久津と山本のつきねこラジオver.マチネ（2009年11月19日-2010年7月8日、毎週木曜日更新、全31回）
市来光弘、阿久津加菜、山本綾
五十嵐と越田と桑門のつきねこラジオver.ソワレ（2009年11月21日-2010年7月10日、毎週土曜日更新、全31回）
五十嵐裕美、越田直樹、桑門そら

### 第2期
阿久津と桑門と坂巻のつきねこラジオver.マチネ2（2010年7月24日 - 2011年12月14日、第2・第4水曜日配信、全33回）
阿久津加菜、桑門そら、坂巻学
越田と森谷と山本のつきねこラジオver.ソワレ2（2010年7月24日 - 2011年12月21日、第1・第3水曜日配信、全33回）
越田直樹、森谷里美、山本綾
市来と五十嵐のつきねこラジオver.インプロ（2010年7月25日 - 2011年12月15日、第2・第4木曜日配信、全33回）
市来光弘、五十嵐裕美

## コーナー
クイック3変化！
リスナーから募集した「3変化してほしいセリフ」とその「3つのシチュエーション」を即興で演じ分ける。2番目のシチュエーションで『オチ』に相当するシチュエーションを用意した上で、3番目のシチュエーションに更なるオチを課し、チャレンジする声優に無茶振りするリスナーや、パーソナリティの趣味や日常をネタに盛り込むリスナーが多い。
リスナーは見たんだ！
街で見かけたつきねこキャラのプライベート情報を募集し、その噂を検証する。
つきねこ認定 ギョーカイ用語
様々な職業の業界用語を幅広く募集する。
タイトルキング！
劇団名+○○公演の振りで誰もが見たくなるような素晴らしいタイトル即興で作る。阿久津加菜の妄想が光るコーナー。
就職しません！バイトします！
つきねこ劇団員たちのために「こんなバイトどうですか？」的なおいしいアルバイト情報を募集。やりたいorやりたくないをジャッジ。
オーディションの鬼
オーディションの対象となる物語名と役名をつきねこ劇団員が即興でムチャぶりオーディションに挑戦。
つきねこ式 早口言葉
「つきねこ式」と言われるヘンな創作早口言葉に挑戦する。失敗すると再挑戦を要求される事が多く、場合によってはBGMがかかる。その場合、BGMに合わせたテンションで早口言葉を言う羽目になる。
つきねこ能力向上委員会
つきねこ劇団員の能力を底上げするために、長所を伸ばし、短所を補い、新たな分野を開拓する劇団員育成計画。早い話が無茶振りコーナーである。
つきねこサロン
パーソナリティが演ずるキャラになりきってメールに応える。キャラを演じるパーソナリティが、他のメンバーからイジられるコーナー。

### マチネ限定
つきねこ式 絵描き歌
権利的に難しいもの以外の絵かき歌に即興で挑戦。このコーナーで、市来光弘が「ガオイチ」というキャラクター（元々は虎を描いた）を生みだした。
拝啓、シェイクスピア先生
演劇の神様的存在シェイクスピア先生への一方的な手紙や報告を募集し阿久津加菜が先生への愛を語る。阿久津はリスナーからのどんなメールに対しても瞬時に妄想を展開していた。
必殺技っぽいフレーズ！
どんなフレーズでも声優魂でいかにも必殺技っぽく叫ぶ。「魔法少女風」などの指示を入れるリスナーもおり、「燃え」と「萌え」の両方が混在するコーナー。

### ソワレ限定
YOU CAN 〜ムチャの向こう側に〜
「YOU CAN」の精神に則り、瓦割りや電気椅子など、どんな試練にも挑戦。ちなみに、電気椅子は挑戦していない。実際には、瓦割り、激辛、洗濯バサミ、低周波治療器などに挑戦している。

### インプロ限定
つきねこ目安箱
つきねこプロジェクトに対する様々な要望を募集し検証していく。インプロ（＝即興劇）を体現した、何でもありのコーナー。